# سیارک ۹۶۸۸
سیارک ۹۶۸۸ (به انگلیسی: 9688 Goudsmit، نامگذاری:4665P-L) نه هزار و ششصد و هشتاد و هشتمین سیارک کشف شده‌است که در ۲۴ سپتامبر ۱۹۶۰ کشف شد.
قدر مطلق سیارک برابر ۱۴٫۱۰ است.